# Ruth Gerstetter
Ruth Gerstetter es una variedad cultivar de ciruelo (Prunus domestica), de las denominadas ciruelas europeas.
Una variedad de ciruela obtenida del cruce de 'Czar' x 'Bonne de Bry', que fue criado en 1920 por Adolf Gerstetter de Besigheim, Württemberg, Alemania.
Las frutas son de tamaño medio, con un color de piel morado oscuro recubierta de pruina, fina, azul, y pulpa color verdoso con textura firme, poco jugosa, y sabor un poco subácido a dulce e insípido.

## Sinonimia
- "Ruth Gerstetter Zwetschge".

## Historia
'Ruth Gerstetter' variedad de ciruela obtenida obtenida del cruce de 'Czar' como "Parental Madre" x el polen de 'Bonne de Bry' como "Parental Padre", fue criado en 1920 por Adolf Gerstetter de Besigheim, Württemberg, Alemania, quien lo introdujo en los circuitos comerciales en 1932.
'Ruth Gerstetter' está cultivada en diversos bancos de germoplasma de cultivos vivos, tales como en National Fruit Collection (Colección Nacional de Fruta) de Reino Unido con el número de accesión: 1976-163 y Nombre Accesión : Ruth Gerstetter (EMLA). Fue introducida en el "Probatorio Nacional de Fruta" para evaluar sus características en 1976.

## Características
'Ruth Gerstetter' árbol que inicialmente crece fuertemente, se forma una pequeña corona esférica. Esto se basa en ramas principales verticales y poco ramificadas. Después de los primeros brotes fuertes, el comportamiento de crecimiento de la ciruela 'Ruth Gerstetter' se ralentiza a favor de la formación de madera de fruta. Esto va acompañado del rico rendimiento. El árbol es frondoso con hojas fuertes de color verde oscuro. Flor blanca, que tiene un tiempo de floración que comienza a partir del 17 de abril con el 10% de floración, para el 22 de abril tiene una floración completa (80%), y para el 1 de mayo tiene un 90% de caída de pétalos.
'Ruth Gerstetter' tiene una talla de tamaño medio de forma redonda a ampliamente ovalada, sutura claramente visible;epidermis tiene una piel de color morado oscuro recubierta de pruina, fina, azul, en parte con abundantes puntos brillantes; pedúnculo de longitud mediano, fuerte, leñoso, con escudete muy marcado, muy pubescente, con la cavidad del pedúnculo estrecha, poco profunda, rebajada en la sutura y más levemente en el lado opuesto; pulpa de color  verdoso, la fruta es de textura firme, poco jugosa, y sabor un poco subácido a dulce e insípido, aunque tiene un sabor ligeramente agrio.
Hueso con buenas propiedades de deshuesado, grande, alargado, muy asimétrico, con el surco dorsal muy ancho y profundo, los laterales más superficiales, zona ventral poco sobresaliente, superficie rugosa.
Su tiempo de maduración es tardía, alrededor de finales de julio o principios de agosto.

## Progenie
- 'Katinka' obtenida mediante el cruce de las variedades 'Ortenauer' x 'Ruth Gerstetter'.[6]

## Usos
Se usa comúnmente como postre fresco de mesa buena ciruela de postre de fines de verano.

## Cultivo
Al principio de la floración, la ciruela 'Ruth Gerstetter' no puede fertilizarse a sí misma. Los donantes de polen adecuados son 'Reina Claudia de Althan' o President. Las ciruelas alcanzan la madurez completa antes que todas las demás ciruelas o ciruelas damascenas, y el ciruelo se puede recoger a partir de mediados de julio. Luego, la fruta madura por completo para que se pueda comer fresca del árbol frutal durante un período de tiempo más largo.
La ciruela Ruth Gerstetter no es adecuada para lugares donde se esperan heladas tardías con regularidad. De lo contrario, el ciruelo amante del sol es menos exigente pero le gusta crecer en suelos húmedos y profundos. Se deben evitar los lugares con mucho viento, ya que las frutas caen fácilmente cuando están completamente maduras.
Variedad cultivada principalmente en las regiones cálidas del sur de Alemania, en Italia, así como en Polonia, y Hungría.

## Características y precauciones
Los árboles son muy propensos al cancro bacteriano.